# Simulium notatum
Simulium notatum är en tvåvingeart som beskrevs av Adams 1904. Simulium notatum ingår i släktet Simulium och familjen knott.
Artens utbredningsområde är Arizona. Inga underarter finns listade i Catalogue of Life.